# Michał Wymysłowski
Michał Wymysłowski (ur. 12 września 1893  w Łodzi, zm. 28 października 1949 tamże) – polski polityk, poseł na Sejm IV i V kadencji w latach 1935–1939, robotnik, legionista, działacz społeczny i związkowy.

## Życiorys
Ukończył szkołę powszechną i od 1906 pracował w fabrykach włókienniczych. Między 1908 a 1912 należał do organizacji bojowej Narodowego Związku Robotniczego, w tym okresie był aresztowany przez władze carskie. Przez krótki okres należał do Lotnej Milicji Obywatelskiej, a następnie od 15 września 1914 był żołnierzem 6 batalionu I Brygady Legionów Polskich. Następnie od marca 1919 do grudnia 1920 pozostawał na służbie w 7 Pułku Piechoty Legionów Wojska Polskiego, ostatecznie w stopniu sierżanta. Członek Zarządu Okręgu Łódź Związku Legionistów Polskich w 1936 roku. Udzielał się także w ruchu związkowym pracowników przemysłu włókienniczego, między innymi jako prezes Komisji Porozumiewawczej Związków Zawodowych Robotników Przędzalnictwa. W latach 30. pracował jako opiekun społeczny. Od 1935 był posłem na Sejm z okręgu nr 17 (Łódź). Do Sejmu V kadencji w 1938 kandydował z listy Obozu Zjednoczenia Narodowego.